# 史濡
史濡（14世紀—15世紀），字景澤，山西平陽府霍州人，明朝政治人物。

## 生平
史濡是宣德四年（1420年）的舉人，授陳留教諭，正統五年（1440年）陞行在江西道監察御史，十三年（1448年）外轉廬州知府，為政清廉、勤政惠民，創立合肥儒學，開拓低窪市地，宦官王振打算讓他依附，用高官厚祿利誘，他卻沒有前往見面，人們說：「不見王振者，只有薛瑄與史濡而已」。

## 引用
1. 1 2  光緒《直隸霍州志·卷二十三·人物》：史濡，宣德己酉舉人，初任陳留縣教諭，拜江西道監察御史，尋陞南直廬州府知府，持身清謹、勤政惠民，時中官王振欲其附己，啖以美官，卒不往見，當時人稱：「不見振者，薛瑄與濡而已。」
2. ↑  《明英宗睿皇帝實錄·卷七十三》：（正統五年十一月）辛亥擢河南鄭州等儒學學正沈衡，訓導陳永、張斌、史濡為監察御史……
3. ↑  《明英宗睿皇帝實錄·卷一百六十七》：（正統十三年六月）庚午陞大理寺司務侯維為鴻臚寺右寺丞，監察御史史濡、向侃、元亮，給事中劉昭，郎中姚本、康琰，員外郎周貴、孫鏞，主事夏昶、蕭鳳儀，左寺正傅弼，右評事章賢，博士許南傑，司務程羽、陳勛，助教李繼，經歷林澄，通判王圯，推官計澄，知縣葉錫俱為知府，從吏部會大臣薦舉也。
4. ↑  光緒《續修廬州府志·卷二十七·名宦傳二》：史濡，字景澤，山西霍州人，登乙科，行在江西道御史，正統十三年進知廬州府，操潔政平多所創葺，合肥儒學、湫隘市地展拓至今稱壯麗焉。 明隆慶志